# David Sanger

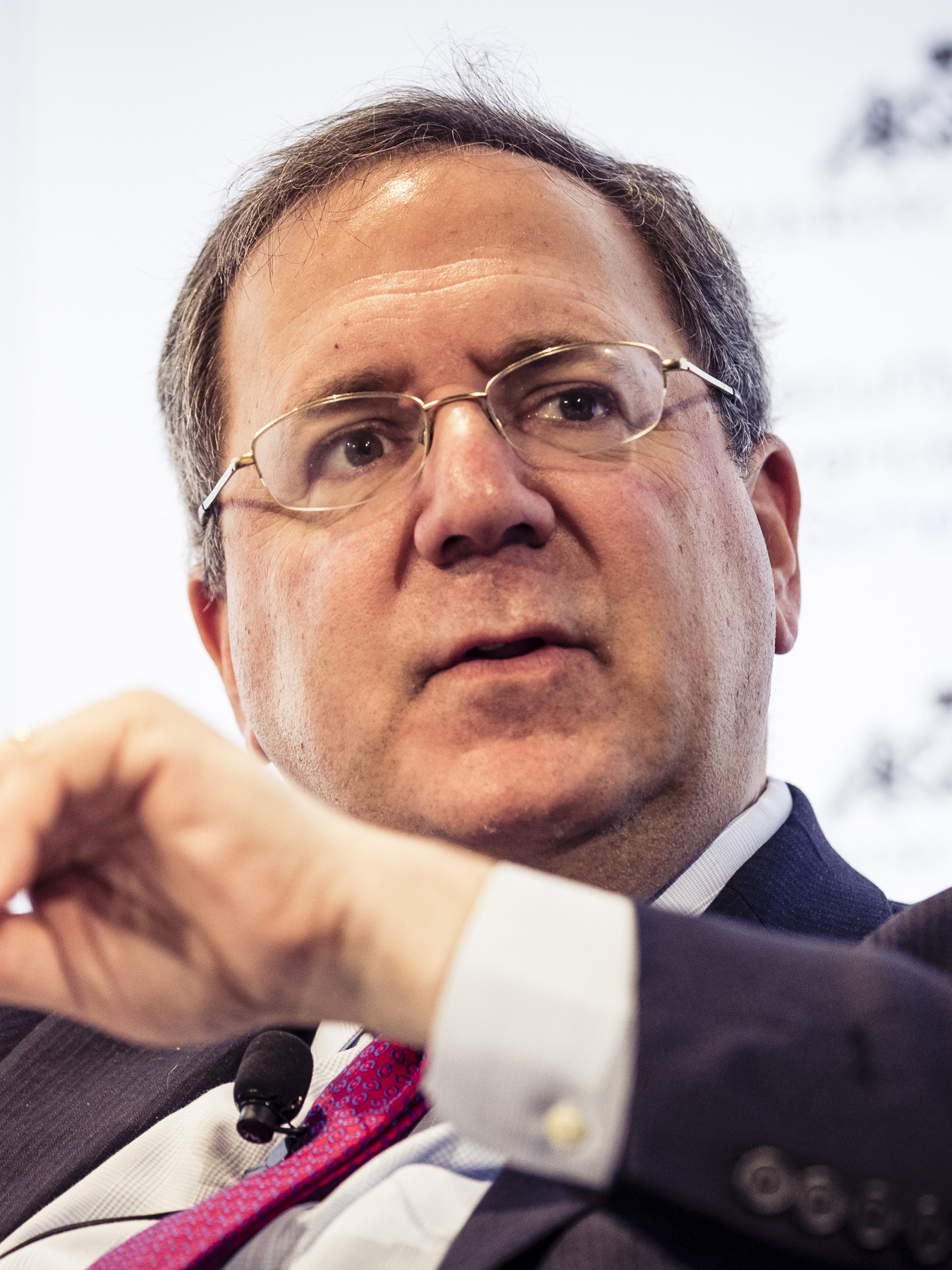
David Sanger in 2018

Sherill Leonard David E. Sanger (White Plains, 5 juli 1960) is een Amerikaanse journalist, schrijver en politiek commentator.
Sanger is chef Washington-correspondent voor The New York Times. Nadat hij in 1982 was afgestudeerd aan Harvard College schreef hij meer dan dertig jaar voor de Times over buitenlandse politiek, globalisering, nucleaire proliferatie en het presidentschap.

## Opleiding en huwelijk
Sanger studeerde magna cum laude af in bestuursrecht aan Harvard College. In 1987 trouwde hij met Sherill Leonard, een gerechtsambtenaar.

## Carrière en onderscheidingen
David Sanger is chef Washington-correspondent voor The New York Times en een van de top-auteurs van het nieuwsblad. Tijdens zijn 30-jarige carrière bij de krant heeft hij verslag gedaan vanuit New York, Tokio en Washington, zich specialiserend in buitenlands beleid, nationale veiligheid en globalisering.
Kort nadat hij zich aansloot bij de Times specialiseerde hij zich in het laten samenvloeien van economisch en buitenlands beleid. Gedurende de jaren 80 en 90 schreef hij uitvoerig over hoe aspecten van nationale welvaart en concurrentiekracht de relaties tussen de Verenigde Staten en zijn belangrijkste bondgenoten opnieuw hebben gedefinieerd.
Hij was zes jaar lang correspondent en bureauchef in Tokio, waarin hij zich uitgebreid oriënteerde in Azië. Hij schreef als een van de eersten artikelen over het kernwapenprogramma van Noord-Korea, de opkomst en val van Japan als een van de economische grootmachten in de wereld, alsmede over de opkomst van China als wereldmacht.
Na te zijn teruggekeerd in Washington in 1994, nam hij de functie van Chef Economie-correspondent weer op en deed hij verslag van een serie van wereldwijde economische omwentelingen van, zoals die in Mexico tot en met die Azië.
Hij werd in maart 1999 tot senior auteur bevorderd en later dat jaar aangewezen tot Witte Huis- correspondent. In oktober 2006 werd hij tot Chef Washington-correspondent benoemd. In 1986 speelde Sanger een hoofdrol in het team dat onderzoek deed naar de oorzaken van de ramp met de spaceshuttle Challenger. Het team onthulde de ontwerpfouten en bureaucratische problemen die bijdroegen aan de ramp, en won de Pulitzerprijs voor binnenlandse verslaggeving. Tien jaar later was hij lid van een ander team dat de Pulitzer Prijs won en het team dat verslag deed van de worsteling van het kabinet-Clinton met het controleren van de export naar China.
Sanger werd in 2004 onderscheiden met de Weintal Prize voor journalistiek voor zijn berichtgeving over de Irak Korea-crises. Ook kreeg hij de Aldo Beckman prize voor de verslaglegging  over het presidentschap. Zowel in 2003 als 2007 werd hij onderscheiden met de Merriman Smith Memorial Award voor berichtgeving over het onderwerp "nationale veiligheidsstrategie". Ook deelde hij in 2004 de American Society of Newspaper Editors-onderscheiding voor deadline berichtgeving voor  de team verslaggeving over de Columbia disaster. In 2007 kreeg The New York Times de DuPont Award van de Columbia Journalism School voor Nuclear Jihad: Can Terrorists Get the Bomb?, een documentaire die hem en zijn collega William J. Broad op de voorgrond bracht, evenals hun onderzoek inzake het Abdul Qadir Khan nucleair proliferatie netwerk. Dankzij hun onthullingen in de Times over het netwerk werden ze finalisten voor de Pulitzerprijs. In 2011 was Sanger nogmaals lid van een team dat dezelfde finale bereikte voor hun internationale berichtgeving over de tsunami en nucleaire ramp in Japan.

## Boeken
Sanger heeft twee boeken geschreven over het buitenlands beleid van de Verenigde Staten. Zijn eerste boek is de New York Times bestseller The Inheritance: The World Obama Confronts and the Challenges to American Power (2009), gebaseerd op zijn ervaring op de zevenjarige post van Witte Huis-correspondent van de Times , tijdens welke hij verslag deed over twee oorlogen, de confrontatie met Iran, Noord-Korea en andere staten, die in de westerse media als "schurkenstaten" worden aangeduid, alsmede Amerika’s inspanningen om de opkomst van China te hanteren.
Sangers tweede boek Confront and Conceal: Obama's Secret Wars and Surprising Use of American Power (2012) is een afweging hoe president Obama is omgegaan met deze uitdagingen, vertrouwend op innovatieve wapens (zoals UAVs en cyber-wapentuig) en gerenoveerde vormen van conventionele militaire middelen van de Verenigde Staten.
In 2016 bekende generaal James Cartwright, toen gepensioneerd vicevoorzitter van de Joint Chiefs of Staff valse verklaringen te hebben afgelegd in verband met de ongeautoriseerde onthulling van geheime informatie, die deels te berde komt in een van de beide boeken van David Sanger.

## Colleges en tv-optredens
Sanger is ook adjunct-docent in Overheidsbeleid aan de Kennedy School of Government aan Harvard, alwaar hij ook de eerste National Security and the Press fellow is op het Belfer Center for Science and International Affairs van de school.
Sanger verschijnt regelmatig publieke evenementen en in nieuwsuitzendingen, zoals Washington Week, de Charlie Rose Show op PBS, Foreign Policy's The Editor's Roundtable podcast, en de Deep State Radio podcast. Sanger treedt ook regelmatig op de drie nieuws-shows op zondag, namelijk Face the Nation, Meet the Press en This Week. Hij verzorgt ook het wekelijkse Washington Report op WQXR, onderdeel van de New York Public Radio.

## Lidmaatschappen
Sanger is lid van de Council on Foreign Relations en de Aspen Strategy Group.